# Adnan Januzaj
Adnan Januzaj, född 5 februari 1995 i Bryssel, är en belgisk professionell fotbollsspelare av som spelar för Las Palmas, på lån från Sevilla.

## Klubbkarriär
Januzaj föddes i Bryssel med kosovoalbanska föräldrar, och sin yngre broder Loran Januzaj. Som 10-åring började han spela fotboll i Anderlecht. I mars 2011 lämnade han Anderlecht för Manchester United, efter att ha imponerat på lagets scouter under en träning i Bryssel.
I slutet av säsongen 2012-2013 fick han en plats i A-laget, och fick nummer 44. Han fick dock aldrig spela under Sir Alex Ferguson, då han satt på bänken i säsongens sista match mot West Bromwich.
Han vann även priset som årets spelare i reservlaget samma säsong, endast 18 år gammal.
När efterföljande säsong började, fick Januzaj vara med på Manchester Uniteds försäsongsturné, där han utmärkte sig och även gjorde mål. Han startade även i en match till Rio Ferdinands ära, en match som United förlorade med 3-1 mot Sevilla. Han blev själv utsedd till Matchens lirare och gjorde även assisten till Uniteds mål.
Den 11 augusti 2013 gjorde Januzaj sin tävlingsdebut för Manchester United, i och med att han byttes in mot Robin van Persie i Community Shield-finalen mot Wigan. En match som United vann med 2-0.
Den 5 oktober 2013 gjorde Januzaj sina två första ligamål för klubben mot Sunderland. Matchen slutade 1-2 i Manchester United's favör och Januzaj sköt in en vacker volley som gav honom månadens reservspelare i Manchester United. I och med sin prestation blev Januzaj Manchester United's genom tiderna yngsta tvåmålsskytt.
Efter att säsongen 2016/17 varit utlånad till Sunderland skrev han i juli 2017 på för den spanska klubben Real Sociedad, i en affär värd runt 9,8 miljoner pund.
Den 31 augusti 2022 värvades Januzaj av Sevilla, där han skrev på ett fyraårskontrakt. Den 3 februari 2023 lånades Januzaj ut till turkiska İstanbul Başakşehir på ett låneavtal över resten av säsongen. Den 24 juli 2024 lånades han ut till Las Palmas på ett säsongslån.

## Landslagskarriär
Innan Adnan valde Belgien kunde han välja mellan Belgien, som är Januzajs födelseland, Albanien, som är hans föräldrars födelseland, i och med Kosovos politiska status, samt även Kosovo, trots att de inte är medlemmar i FIFA. Det sägs att England ville ha honom också.
Adnan valde Belgien som landslag den 23 april 2014 och blev intagen i deras VM-trupp 2014 i Brasilien. Han gjorde sin första debut mot Luxemburg som dock tillsammans med Romelu Lukakus första hattrick blev raderad av FIFA på grund av för många byten. Det belgiska landslaget spelade mot Sverige den 1 juni 2014 men då satt Januzaj bänkad hela matchen. Det var på hemmaplan mot Tunisien som han blev inbytt och gjorde sin "äkta" debut.
Januzaj gjorde in VM-debut torsdagen den 26 juni mot Sydkorea (1-0 till Belgien) då han fick spela i ungefär 60 minuter. Resten av matcherna har han suttit på bänken.